# 內灣 (苗栗縣)
內灣，是臺灣苗栗縣三灣鄉的一個傳統地域名稱，位於該鄉北部。相較於今日行政區，其範圍大致與內灣村相近。

## 歷史
台灣清治末期至日治初期，內灣地區為一街庄，稱為「內灣庄」，隸屬於竹南一堡。該庄輪廓略呈鑰匙形，東北半葉為較粗的頭部，其西北、東北及東南三面隔中港溪分別與斗換坪庄、珊珠湖庄、三灣庄為界；西南半葉為較窄的底部，其東南與下林坪庄為鄰，西南邊及西北邊南半段為永和山庄，西北邊北半段為東興庄。
1901年（日治明治三十四年）11月，全台廢縣廳改設二十廳，該庄隸屬於新竹廳。1909年（明治四十二年）10月，合併二十廳為十二廳，該庄隸屬不變。1920年（大正九年），廢十二廳改設五州二廳，該庄改制為「內灣」大字，隸屬於新竹州竹南郡三灣庄。
戰後三灣庄改制為三灣鄉，隸屬於新竹縣，大字亦改制為村。1950年桃、竹、苗分治，三灣鄉改隸屬於苗栗縣。

## 聚落
本地區發展較早的聚落有內灣、田心屋、水頭屋、隘藔頂、小份坑等，在日治期初期的官方地圖上已有記載。此外，本地區尚有油茶下、田中、龍峎頂、二灣、楓樹下等聚落。

## 交通
鄉道苗5線是頭份至下林坪的道路，有一小段路線大致以西南—東北走向經過內灣地區南部邊界地帶。由該道路向西南轉北再轉西再轉北蜿蜒而行，可繞過永和山水庫西南側而前往東興、頭份市區東南側並止於濱江街口；向東北轉東南東再轉再轉北北東再轉南南東可前往下林坪並止於省道台3線路口。
鄉道苗17線是斗煥坪至暗潭坑的道路，也是本地區主要的縱向連絡道路，大致以西北—東南走向轉東北—西南走向蜿蜒經過本地區西北部、西部，以及西南部邊界地帶。由該道路向西北過中港溪橋（平安大橋）轉東北可前往斗換坪東側並止於縣道124號路口，向西南西可前往永和山、大坪林、大桃坪並止於暗潭坑西側山區。
鄉道苗17-1線是內灣至銅鏡的道路，也是本地區北部的橫向連絡道路，其西側端點位於本地區北部油茶下的鄉道苗17線路口。由此向東北轉東南東過中港溪的水頭屋出境後，可前往銅鏡村西北端並止於省道台3線路口。
鄉道苗17-2線是內灣至三灣的道路，其西北側端點位於油茶下東南方的鄉道苗17線路口。由此向東南轉南過中港溪的三灣大橋出境後，可前三灣市區並止於省道台3線路口。
鄉道苗17-3線是三灣至永和山水庫的道路，大致以東南東—西北西走向蜿蜒經過本地區西南部。由該道路向東南東可前往三灣市區並止於縣道124號路口，向西北西可前往永和山水庫北側並止於水庫管理處後門。